# Kenji Haneda
Kenji Haneda (羽田 憲司 Haneda Kenji?), född 1 december 1981, är en japansk tidigare fotbollsspelare.
I juni 2001 blev han uttagen i Japans trupp till U20-världsmästerskapet 2001.